# Pere Roma i Campí
Pere Roma i Campí (Barcelona, 19 de març de 1888 - Barcelona, 26 de març de 1970) fou un periodista i polític català.

## Biografia
Pere Roma i Campí va néixer al carrer del Rec Comtal de Barcelona, fill d'Antoni Roma i Basil i de Carme Campí i Palmarola, ambdós de Barcelona.
De professió advocat, l'any 1914 va dirigir el setmanari tradicionalista Reacció, de curta durada, que es publicà amb l'objectiu de combatre la dissidència dels socis de l'Ateneu Tradicionalista.
El novembre de 1917 Pere Roma va participar en el Congrés de Joves tradicionalistes catalans al Círcol Tradicionalista de Barcelona amb Vicenç Carbó, Francesc Aizcorbe, Joan Baptista Roca, Àngel Marquès, Bernardí Ramonell Simonet i Josep Brú. Aquest congrés, organitzat amb el propòsit de reorganitzar el tradicionalisme català i revisar-ne el seu programa, va ser criticat pels periòdics afectes a Mella com El Norte de Girona, el qual el va acusar de fer maneigs per a afavorir l'aliança amb la Lliga Regionalista i trencar la unitat del partit, un any abans que fossin els dirigents mellistes qui finalment se'n separessin.
L'any 1919 participà en la fundació del Sindicat Lliure, que s'originà arran d'una reunió de Pere Roma amb el director d'El Correo Catalán Miquel Junyent i Salvador Anglada Llongueras.
Durant la Dictadura de Primo de Rivera, després que el pretendent Don Jaume —qui inicialment n'havia donat suport— se'n mostrés contrari, conspirà contra el règim amb altres jaumins i formà part del comitè d'un grup d'acció del setmanari La Protesta amb Joan Baptista Roca, Francesc Guarner, Melcior Ferrer, Antoni Oliveras, Miquel Zapater i Domènec Farell. L'any 1930 Don Jaume li atorgà la Creu de la Legitimitat Proscrita.
Durant la Segona República, va presidir el Círcol Tradicionalista de Barcelona i fou secretari de la Junta regional de la Comunió Tradicionalista que presidia Miquel Junyent. El 8 de desembre de 1932 va ser detingut i empresonat durant uns dies, juntament amb Junyent, a causa d'uns aldarulls que es van produir a la Rambla entre carlins i esquerrans anticlericals, en una manisfestació tradicionalista després de la missa de la Immaculada Concepció a l'església de Sant Agustí.
Abans que morís sense descendència Don Alfons Carles, el darrer pretendent carlí de la tronc principal, va donar suport a la teoria de Melcior Ferrer que si en Francesc Xavier de Borbó i Parma no reclamava els seus drets dinàstics, el successor a la corona d'Espanya no havia de ser un Borbó de la branca liberal, sinó un Habsburg, i va arribar a escriure a l'emperatriu Zita, mare de l'arxiduc d'Àustria Robert, qui li va agraïr la lleialtat a la Casa d'Àustria, però de la seva posterior correspondència amb l'arxiduc no en va arribar a aconseguir cap promesa per al futur.
L'any 1936, després de l'esclat de la Guerra Civil espanyola, fou apressat. Un cop acabada la guerra, es va integrar al partit únic del règim i va rebre la medalla de la Vieja Guardia l'any 1943. Dins del carlisme de la postguerra va ser, juntament amb Josep Bru, Ramon Gassió i d'altres, un dels principals promotors a Catalunya del moviment carlooctavista, que col·laborava amb el règim de Franco i defensava els drets dinàstics de Carles Pius d'Habsburg-Lorena i Borbó a la corona. A finals dels anys 40 figurava com a cap regional a Catalunya de l'anomenada Comunió carlo-octavista.
L'any 1948 fou escollit regidor de l'Ajuntament de Barcelona pel terç familiar i va ser tinent d'alcalde de cementiris i del districte de Gràcia. També fou cap provincial d'Administració de FET de las JONS.
Presidí el Consell d'Administració de l'asseguradora «El Hércules Hispano». Als anys 50 era gerent del diari El Correo Catalán.
Va morir a Barcelona el 26 de març de 1970.